# L'Ascension (film, 2017)
Pour les articles homonymes, voir Ascension.
Pour plus de détails, voir Fiche technique et Distribution.
L'Ascension est un film français réalisé par Ludovic Bernard, et sorti en 2017.
Ce film est une adaptation libre du récit autobiographique de Nadir Dendoune, Un tocard sur le toit du monde (2010), racontant comment il a atteint le sommet de l'Everest le 25 mai 2008, sans aucune expérience particulière en alpinisme, devenant par la même occasion le premier Franco-Algérien à atteindre le toit du monde.
Le film suit Samy Diakhaté, un jeune de La Courneuve, qui tente de conquérir Nadia en décidant de gravir l’Everest par amour pour elle. Sans expérience ni entraînement d'alpinisme, il affronte ce défi colossal, soutenu par sa communauté et suivi de près par les médias.

## Synopsis
Samy Diakhaté, un jeune d'origine sénégalaise vivant dans la Cité des 4000 à La Courneuve, aspire à sortir de sa situation difficile. Comme beaucoup de ses amis, il est au chômage mais cherche désespérément à s'en sortir. Il est amoureux de Nadia, une jeune femme d'origine maghrébine qui travaille dans un supermarché local. Malgré ses tentatives de la séduire par sa gentillesse, Nadia reste sur ses gardes, craignant de s'attacher à quelqu'un qui pourrait la décevoir. Un jour, Samy lui déclare qu'il serait prêt à gravir l'Everest par amour pour elle. Nadia, croyant à une plaisanterie, ne le prend pas au sérieux. 
Pour prouver sa détermination, Samy décide de concrétiser sa déclaration et de gravir réellement l'Everest. Il se met alors à la recherche de financements pour ce périple audacieux. Bien qu'il n'ait aucune expérience en alpinisme ni entraînement physique, Samy se lance dans cette aventure périlleuse. La nouvelle de son projet se répand rapidement dans sa cité et même à Paris, suscitant une vague de soutien et d'encouragements de la part des habitants et des médias, tandis que ses parents s'inquiètent profondément pour lui.
Samy dit au revoir à l'un de ses frères et part avec son sac à dos. Il fait ses adieux à ses parents, et son père, chauffeur de taxi, le conduit à la gare de La Courneuve. Avant de partir, Samy participe à une émission sur Radio Nomade, la radio locale, où il explique qu'il entreprend ce défi pour Nadia. Il passe sa dernière soirée avec celle-ci et lui réaffirme qu'il fait tout cela pour elle. Des amis l'accompagnent à l'aéroport, d'où il prend l'avion pour Katmandou.
À son arrivée à Katmandou, située à une altitude de 1 400 mètres, il est accueilli par Peter, un contact sur place. Nadia apprend le départ de Samy par l'une de ses amies. Samy reste en contact permanent avec Radio Nomade grâce à un téléphone qui lui a été fourni. Avec d'autres alpinistes, il prend un petit avion et survole les sommets de l'Himalaya. Ils arrivent à l'aéroport le plus élevé du monde, à 2 800 mètres d'altitude. À la sortie de l'aéroport, un jeune homme propose de porter son sac à dos, et Samy, épuisé, accepte. Il récupère son sac dans un hôtel modeste.
Le lendemain, il rencontre les autres sportifs et leur guide, Jeff, un homme réservé et cynique. Samy affirme qu'il a déjà grimpé plusieurs sommets, ce que Jeff semble prendre avec scepticisme. Lors d'un repas dans un chalet, Samy est perturbé en voyant des hommes descendre un cadavre dans un sac. Il lit alors un livre intitulé L'impossible amour et téléphone à Nadia, qui est émerveillée mais consciente des difficultés à venir. Samy commence l'ascension mais se retrouve souvent parmi les derniers, ce qui le décourage. À Radio Nomade, les animateurs se moquent de lui, mais une animatrice le défend en soulignant qu'il le fait par amour.
La mère de Nadia, impressionnée par le courage de Samy, exprime son admiration à sa fille. Samy continue malgré les difficultés, souffrant de vertige lorsqu'il traverse des passerelles suspendues. Ils arrivent dans une ville perchée en altitude, où Johnny, leur sherpa, l'accompagne constamment. Ils achètent le matériel nécessaire, notamment des crampons. Les relations entre les alpinistes se développent, et ils jouent même un match de football qui dégénère en bagarre. L'intérêt pour l'aventure de Samy grandit, et de plus en plus de gens écoutent Radio Nomade pour suivre ses progrès.
Un matin, alors que Samy donne des nouvelles chaque jour, il y a une absence de communication. Les journaux supposent qu'il a disparu, et sa mère est en larmes. Nadia est insultée par la mère de Samy, qui lui reproche de l'avoir laissé partir. Dans la montagne, les alpinistes passent près des débris d'un hélicoptère accidenté, ce qui accentue les doutes de Samy. Toutefois, il se ressaisit et ils atteignent un camp à 5 400 mètres d'altitude. Il appelle Radio Nomade pour rassurer ses parents et Nadia. Après un contrôle médical, Samy peut poursuivre l'ascension.
Ils doivent ensuite franchir une paroi de glace. Samy s'y attaque avec détermination, malgré les ricanements des autres et l'abandon de certains. Avec l'aide de Johnny, il s'entraîne jour et nuit et parvient à gravir le mur de glace. Le groupe continue son ascension dans des conditions de plus en plus difficiles, avec la neige, la glace, les crevasses et les passerelles métalliques. Radio Nomade obtient l'exclusivité des nouvelles, et une journaliste du Parisien rend visite à la radio, publiant un article élogieux.
À plus de 7 000 mètres, certains abandonnent, mais Samy persévère. Il explique à Johnny qu'il est important de s'aimer soi-même avant d'aimer les autres. Ils prennent de magnifiques photos des couchers de soleil et des montagnes de l'Himalaya. À plus de 8 000 mètres, Samy entre dans la zone de la mort, ce qui le terrifie. Il appelle Nadia pour lui dire qu'il est en train de réussir son pari. Nadia et sa mère rendent visite aux parents de Samy et lui expriment leur soutien. Samy ne termine pas l'ascension avec Johnny, qui l'accompagne jusqu'à la dernière étape.
La famille de Samy se réunit chez Nadia pour suivre les nouvelles, car leur radio est en panne. Tous se rassemblent sur une place avec Radio Nomade, où un alpiniste partage son expérience. Avant l'arrivée au sommet, Jeff, épuisé, est aidé à redescendre. Samy, à bout de forces, résiste et continue avec son Sherpa, malgré le manque d'oxygène. Ils atteignent finalement le sommet de l'Everest à 8 848 mètres. L'image de Samy au sommet est retransmise en direct, suscitant un tonnerre applaudissements sur la place.
Un mois plus tard, Samy retourne à La Courneuve. Une haie d'honneur l'accueille, formée par ses amis, sa famille et Nadia. Johnny reçoit un cadre dédicacé par son idole, Johnny Hallyday, en remerciement de son aide. La communauté célèbre le retour de Samy, devenu un héros local et symbole de courage et de persévérance.

## Fiche technique
- Titre original : L'Ascension
- Titre international : The Climb
- Réalisation : Ludovic Bernard
- Scénario : Ludovic Bernard, Nadir Dendoune, Olivier Ducray
- Musique : Lucien Papalu, Laurent Sauvagnac
- Décors : Sébastien Inizan
- Costumes : Claire Lacaze
- Photographie : Yannick Ressigeac
- Son : Amaury de Nexon, Jean-Paul Hurier
- Montage : Romain Rioult
- Production : Laurence Lascary
- Société de production : De l'autre côté du périph, Mars Films, France 2 Cinéma, Rhône-Alpes Cinema, SOFICA A+ Images 7 et Cinéventure 2
- Société de distribution : Mars Films, Studiocanal
- Budget : 5,59 millions €[1]
- Pays de production :  France
- Langue originale : français
- Genre : comédie
- Durée : 103 minutes
- Dates de sortie : 
  - France : 18 janvier 2017 (Festival international du film de comédie de l'Alpe d'Huez) ; 25 janvier 2017 (sortie nationale)
- Classification :
  - France : tous publics

## Distribution
- Ahmed Sylla : Samy Diakhaté
- Alice Belaïdi : Nadia, son amie d'enfance
- Nicolas Wanczycki : Jeff, le guide de montagne
- Kevin Razy : Ben, l'animateur de la radio
- Waly Dia : Max, l'animateur de la radio
- Umesh Tamang : « Johnny », le sherpa
- Denis Mpunga : Célestin Diakhaté, le père de Samy
- Maïmouna Gueye : Évelyne Diakhaté, la mère de Samy
- Moussa Maaskri : Nassir
- Erico Salome : Didier Fauconnier
- Jochen Hågele : Emmerich, un randonneur allemand
- Johannes-Oliver Hamm : Johan, un randonneur allemand
- Fadila Belkebla : Houria, la mère de Nadia
- Mariama Gueye : Angéline, l'employée du supermarché
- Tiphaine Daviot : Sophie, l'employée de Radio Nomade
- Robin Rafoni : Marley, l'employé de Radio Nomade
- Amir El Kacem : Kévin, un copain de Samy
- Rabah Nait Oufella : Said, un copain de Samy
- Oscar Copp : Nadir, un copain de Samy
- Gabrielle Atger : Charlotte la cameraman et réalisatrice
- Shriprem Gurung : le sherpa de Dorge
- Brandon Omekenge : Omar
- Sokhna Diallo : la sœur de Samy
- Aksel Louhab : le petit frère de Samy
- Bayron Sougoulé : le petit frère de Samy
- Passang Lama : Peter, l'agent à Katmandou
- Pranawa Koirala : le médecin du camp de base
- Romane Portail  : Florence Monget, la journaliste
- Mario Pecqueur : M. Menaz, le promoteur (sponsor)
- Alice Gingembre : l'hôtesse de l'agence de voyages
- Anissa Allali : Samira
- Jean Dell : l'homme d'affaires du taxi
- Rodolphe Borgniet : le client du taxi
- Aymeric Lecerf : le collègue de Florence
- Azedine Kasri : Youssef
- Sylvie Batby : la professeure de Samy
- Audran Cattin : le patron de Nassir
- Ciaran Charles : Rooney, un randonneur britannique
- Rhys Dunlop : Gerrard, un randonneur britannique
- Passang Sherpa : le sherpa de Jeff
- Emmanuel Tokpa : Samy à 11 ans
- Jasmine Azzouz : Nadia à 11 ans
- Pierre Cachia : le jeune Parisien
- Julian Bugier : lui-même, présentateur du journal télévisé de France 2

## Production

### Pré-production
L'Ascension est la première réalisation de Ludovic Bernard. Il était auparavant le premier assistant réalisateur de Luc Besson. Le film est adapté du livre Un tocard sur le toit du monde écrit par Nadir Dendoune. Ahmed Sylla y joue son premier rôle au cinéma.

### Tournage
Le film a notamment été tourné au Népal et dans le massif du Mont-Blanc. Pour le Népal, l'équipe a fait ses repérages en hélicoptère en janvier 2016. La date du tournage a été décalée en raison d'un tremblement de terre au Népal. Certains membres de l'équipe du film sont montés à plus de 6 000 mètres d'altitude pour réaliser les images du film. L'Ascension est par ailleurs la première fiction à avoir été tournée au camp de base sur le versant sud de l'Everest, qui se trouve à 5 364 mètres d'altitude.

### Lieux du tournage
- Île-de-France
  - Paris[2]
  - La Courneuve[2]
- Rhône-Alpes
  - Chamonix - Mont Blanc[3],[4]
- Népal
  - Katmandou[4]
  - Camp de base de l'Everest[5]

## Accueil

### Accueil critique
Le film, noté par 14 titres presse, obtient la note de 3,6/5. Pour Le Parisien et Le Journal du dimanche, il obtient la note de 4/5.
Pour le magazine Marie Claire, le film est un véritable « Coup de cœur, aussi touchant que burlesque ». 

### Box-office
| Pays ou région | Box-office        | Date d'arrêt du box-office | Nombre de semaines |
| -------------- | ----------------- | -------------------------- | ------------------ |
| France         | 1 136 827 entrées | 4 avril 2017               | 10                 |
| Mondial        | NC                | -                          | -                  |

## Distinctions
Le film est sélectionné au Festival international du film de comédie de l'Alpe d'Huez en 2017 dans la compétition longs métrages. Le film a été ovationné à l’issue de sa projection. Ahmed Sylla, l’acteur principal, est ému aux larmes, ainsi que l’actrice Alice Belaïdi et le réalisateur Ludovic Bernard. Omar Sy dit avoir apprécié la prestation d'Ahmed Sylla dans le film. 
Le 21 janvier, le film obtient le Grand Prix et le Prix du public du festival de l'Alpe d'Huez. Il obtient également le Prix du public au festival les Hérault du cinéma.